# Charles Baugniet

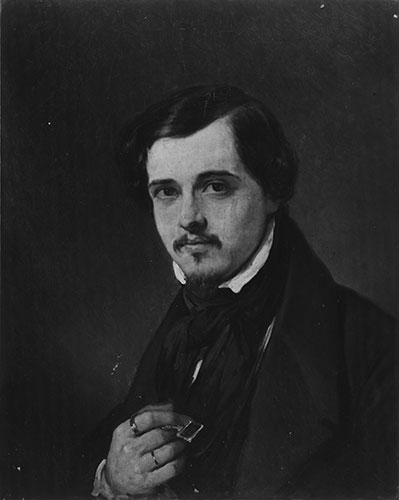
Zelfportret, 1837

Charles Baugniet (Brussel, 27 februari 1814 – Sèvres, 5 juli 1886) was een Belgisch kunstschilder en graficus.

## Levensloop

### Studies en debuut
Charles Baugniet had beroepshalve een functie in het Ministerie van Financiën maar vanaf 1827 was hij ook als beginnend beeldend kunstenaar actief. Hij was leerling aan de Academie van Brussel in de periode 1827-1829. Zijn leraren waren Joseph Paelinck en F. Willems.
Zijn eerste pogingen in de lithografie dateerden van 1827. Hij maakte naam als kunstenaar met enkele portretten die in 1833 verschenen in het kunsttijdschrift “L’Artiste”, onder andere van Hendrik Leys. Spoedig daarna beëindigde hij zijn ministeriële loopbaan.

### Gegeerde portretlithograaf

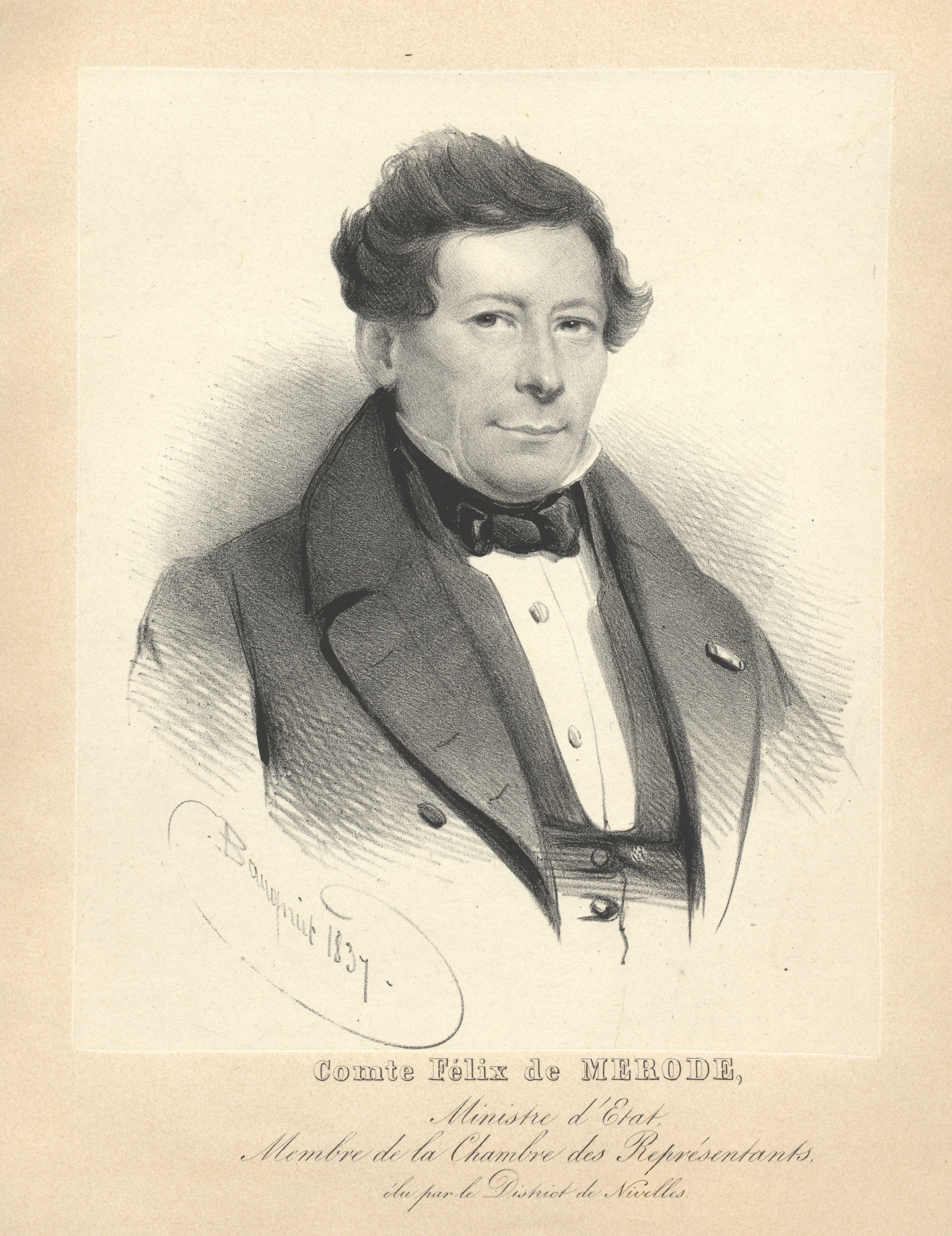
Charles Baugniet, portret van Félix de Mérode (1837)

In 1835 begon hij samen met Louis Huard aan de uitgave van een reeks portretten van leden van de Kamer van Volksvertegenwoordigers. Hij werkte eraan tot in 1842. Louis Huard nam slechts zes portretten voor zijn rekening, Baugniet deed de rest.
Deze reeks werd in 1836 gevolgd door een reeks van dertig portretten van eigentijdse kunstenaars: “Les Artistes Contemporains” (portretten van onder anderen Louis Jéhotte, Louis Gallait, Nicaise De Keyser, Jean-Baptiste Madou, Eugène Simonis, Alexandre Thomas Francia, Charles-Louis Verboeckhoven, Horace Vernet, Paul Delaroche, Hippolyte Bellangé).
Een belangrijke opdracht was het uitvoeren van portretten van de leden van de koninklijke familie. Dat leverde hem in 1841 de titel van “Dessinateur du Roi” op.

### Londen
In 1843-1844 verbleef Baugniet in Londen waar hij in opdracht van het hof het portret van Prins Albert maakte. Hij kwam nog vaker naar Londen terug en hij portretteerde er tal van andere Britse vooraanstaanden, o.a. de schrijver Charles Dickens, de missionaris en linguïst William Williams, de Franse componist Hector Berlioz tijdens diens verblijf in Londen n.a.v. de Great Exhibition (litho door Guillet), de actrice Céleste en de acteur Pishek.

### De eerste Belgische postzegel

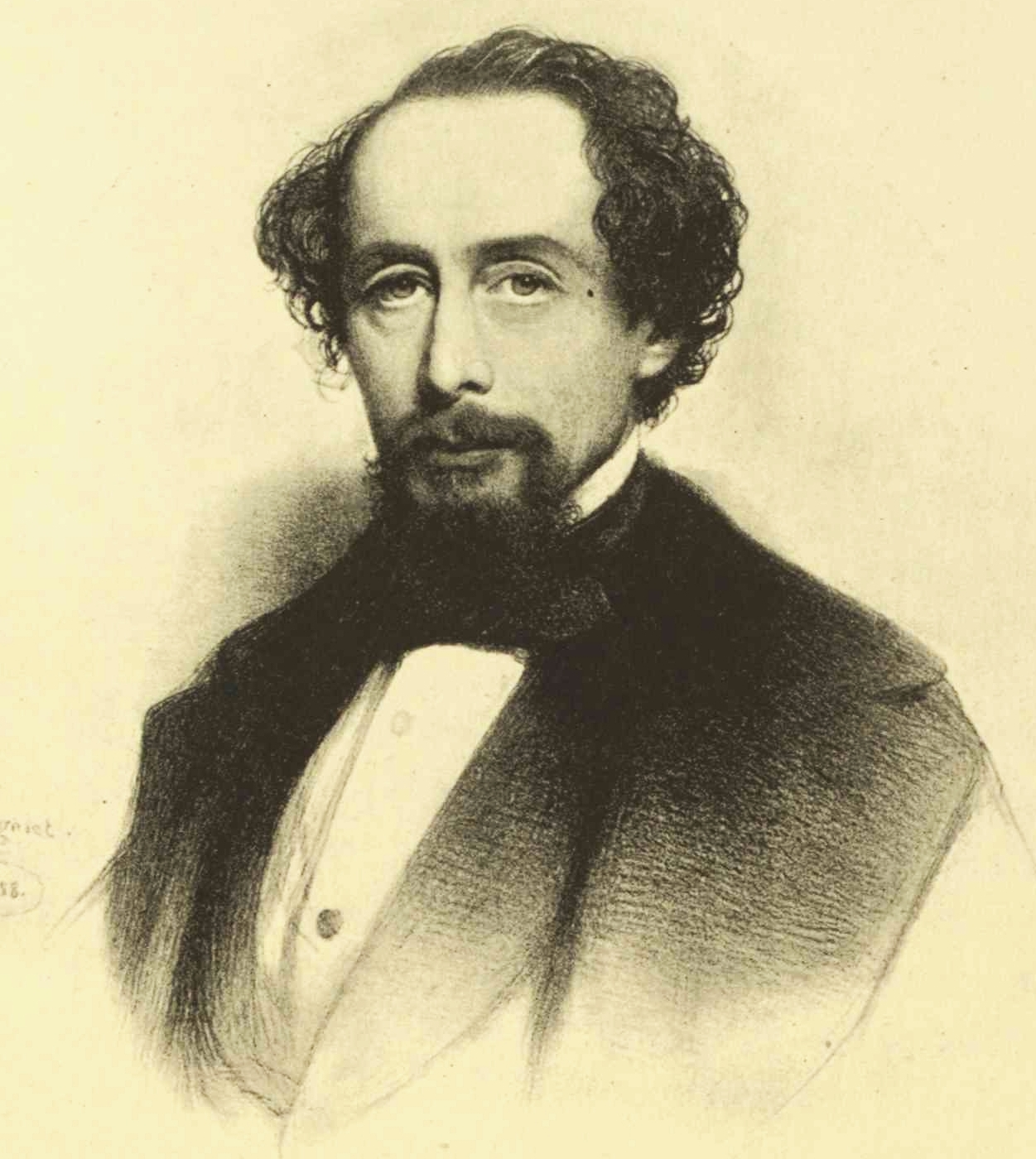
Charles Dickens (1858) door Charles Baugniet

Baugniet ontwierp de eerste Belgische postzegel die op 1 juli 1849 in circulatie werd gebracht. Het was een zegel met een portret van Leopold I (naar een schilderij van Liéven De Winne), type “Epaulettes” genaamd in het filatelistisch jargon. Hij ontwierp eveneens de volgende postzegel, nl. type Leopold I "Medaillons" in de periode 1849-1850.

### Parijs
Baugniet vestigde zich in 1860 in Parijs. De opkomst van de fotografie deed het belang van de portretlithografie spoedig sterk inkrimpen. Vele van zijn collega’s-portrettisten schakelden trouwens over naar het beroep van fotograaf, zoals Ghémar.
Baugniet echter legde zich nu meer toe op het schilderen van portretten en genretaferelen die gesitueerd zijn in de elegante milieus van het Tweede Franse Keizerrijk. Een typisch voorbeeld is “Bezoek aan de weduwe” uit de Koninklijke Musea voor Schone Kunsten van België in Brussel. Andere titels zijn : “De brief”, “Nostalgia”, “Na het bal”, “Een neef van het platteland”. Met dit genre, dat ook bijvoorbeeld door Florent Willems, en later door Alfred Stevens werd beoefend, genoot hij grote bijval. Ook de Amerikaanse markt was sterk in dit genre werken geïnteresseerd.

## Oeuvre

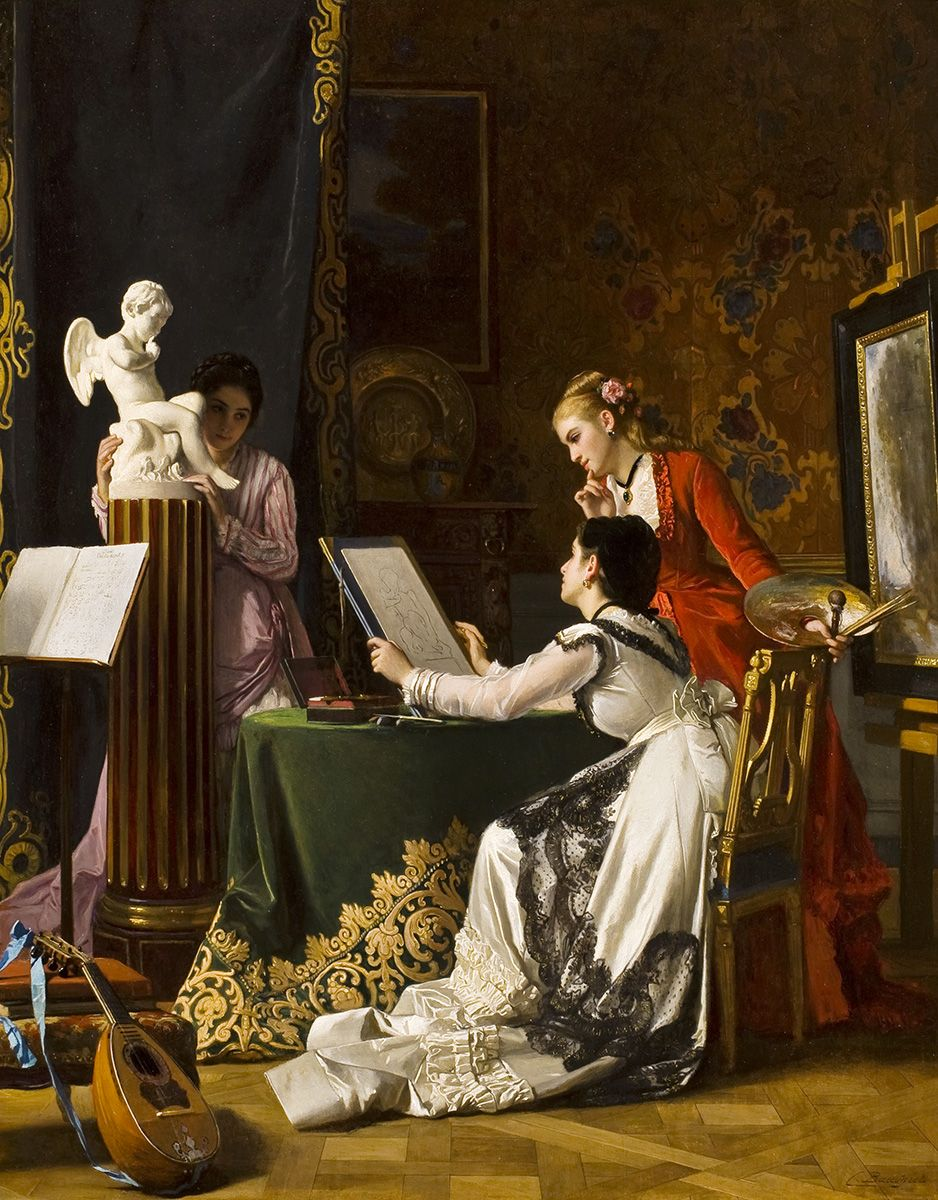
La Leçon de dessin

Zijn naam blijft verbonden aan het lithograferen van portretten van bekende en minder bekende personaliteiten uit België en ook uit Frankrijk en Engeland. In totaal zo’n tweeduizend. Het zijn politici, hoge ambtenaren, vooraanstaande geestelijken, zowel uit de Rooms-Katholieke als uit de Anglicaanse kerk, industriëlen, professoren, beeldende kunstenaars, musici, toneelspelers, mensen uit de variétéwereld.
Interessant als iconografisch document is zijn portrettenreeks “Galerie des musiciens du Royaume de Belgique” (256 portretten): o.a. de musici Charles de Bériot (violist-toondichter), Adrien-François Servais (cellist), Charles-Louis Hanssens (dirigent-toondichter), François Snel (dirigent-toondichter), François-Joseph Fétis (toondichter-musicoloog), Nicolas Wéry (violist), Aimé Michelot (pianist)…
Ook creëerde hij geïllustreerde titelbladzijden voor diverse literaire uitgaven.
Baugniet was een van de vele kunstenaars die in de vroege 19de eeuw tegemoetkwamen aan de enorme vraag naar portretten in de nieuwe lithografische techniek. Het was een techniek die –in tegenstelling tot de tot dan toe gangbare graveertechnieken in diepdruk- snel werken toeliet en een quasi ongelimiteerde oplage.
Baugniet was niet alleen actief binnen dit artistiek marktsegment : er waren ook nog Louis Ghémar, Joseph Schubert, Charles Billoin, Jean-Baptiste Madou, Henri Van der Haert en anderen. In Frankrijk waren er V.D. Cassien, H. Grevedon, L. Massard, Achille Deveria; in Groot-Brittannië: John Hayter, in Oostenrijk: August Prinzhofer…

## Musea
- Brussel, Koninklijke Musea voor Schone Kunsten van België : “Het bezoek aan de weduwe” en tekeningen
- Brussel, Koninklijke Bibliotheek Albert I; Prentenkabinet (een vrijwel volledige verzameling; bovendien ook 19 volumes waarin Baugniet schetsen, brieven en documenten bundelde)
- Kortrijk, Stedelijke Musea
- Luik, Collection de l’Université
- Liverpool, Walker Art Gallery : “Thomas Berry Horsefall”
- Londen, British Museum (een grote verzameling portretten)
- Londen, National Portrait Gallery : portret van John Barnett (olieverf; ca. 1839) en de volgende gelithografeerde portretten : Archibald Billing (1846), John Barnett, James Stuart Murray Anderson, Richard Bentley (1844), Frederic Allin (1845), John Ella (1851), Mr. Allison (1854), Jonh Mitchel, William Allen.
- Londen, Victoria and Albert Museum
- Parijs, Cabinet des estampes
- San Francisco, Fine Arts Museum (Portret van David Roberts)
- St. Louis (VSA), Mildred Lane Kemper Art Museum, Washington University : "Troostgevend bezoek"